# Halszka (dopływ Białki)
Halszka (Lgoczanka) – struga, lewy dopływ Białki o długości 6,57 km. Początek bierze w okolicach wsi Sokolniki w powiecie myszkowskim, po czym, płynąc na północ, kończy swój bieg w Lelowie, wpadając do Białki.